# Какарікі чорнолобий
Какарікі чорнолобий (Cyanoramphus zealandicus) — вимерлий вид папугоподібних птахів родини Psittaculidae. Птах був ендеміком острова Таїті у Тихому океані.

## Історія
Cyanoramphus zealandicus відомий з острва Таїті у Полінезії, за трьома зразками (два з яких зараз зберігаються у Ліверпулі та один у Трінґу, Велика Британія), зібраних під час подорожі Джеймса Кука в 1773 році, четвертий зібраний Дж. Амадісом у 1842 році, зараз зберігається у Перпіньяні (Франція), і п'ятий, зібраний лейтенантом де Марольем у 1844 році, зберігається у Парижі.
Подібно до свого родича, какарікі буроголового, цей вид мешкав у лісах, але, як свідчить звіт Георга Форстера 1773 року, вони змогли зберегти свою чисельність, незважаючи на повсюдне вирубування лісів для сільського господарства та наявність малих щурів та свиней, які, безсумнівно, іноді полювали на пташині яйця. Корінні мешканці Таїті понад усе цінували пір'я червоних папуг для використання в ремісничих справах. Вони любили тримати цих птахів як домашніх тварин. Після появи кішок і європейських щурів цей вид швидко вимер.